# Эденс, Роджер
Роджер Эденс (англ. Roger Edens; 9 ноября 1905, Хилсборо, Техас — 13 июля 1970, Лос-Анджелес, Калифорния) — американский композитор, аранжировщик, продюсер. Наряду с оператором Эммануэлем Любецки один из двух людей, получавших премию «Оскар» три года подряд: за лучшую музыку к фильмам «Пасхальный парад» (1949), «Увольнение в город» (1950) и «Энни, возьми своё ружьё» (1951). Помимо этого номинировался на «Оскар» пять раз.

## Биография
Эденс родился в Хиллсборо, штат Техас, в шотландско-ирландской семье. Он работал концертмейстером и дирижёром на Бродвее. Роджер отправился на студию Paramount Pictures в Голливуд в 1932 году вместе со своей протеже Этель Мерман, исполнявшей многие его песни. В 1935 году он присоединился к MGM в качестве музыкального руководителя и иногда композитор и аранжировщик, в частности его авторству принадлежат многие музыкальные номера для Джуди Гарланд. Он также сыграл эпизодическую роль в мюзикле «Мелодия» (1936).
Рекордсмен «Оскара» среди композиторов по числу наград подряд (3) — за фильмы «Пасхальный парад» (1948), «Увольнение в город» (1949) и «Энни, возьми своё ружьё» (1950). Всего же Эденс номинировался на главную награду американского кинематографа восемь раз. Причём первые пять попыток были неудачными.

## Личная жизнь
До переезда в Калифорнию Эденс был женат на Марте ЛаПрелль, но из-за долгого нахождения в разлуке их брак распался. К тому времени он уже признался Джуди Гарланд, что имеет гомосексуальные наклонности. Имел многолетние отношения с драматургом и сценаристом Леонардом Гершем.

## Смерть
Умер от онкологического заболевания 13 июля 1970 года в Лос-Анджелесе. Похоронен на Вествудском кладбище.